# Conferência e Workshop sobre Sistemas de Processamento de Informação Neural
A Conferência e Workshop sobre Sistemas de Processamento de Informação Neural (abreviada como NeurIPS e anteriormente NIPS ) é uma conferência de aprendizado de máquina e neurociência computacional realizada anualmente, no mês de dezembro. A conferência é atualmente uma reunião de via dupla (faixa única até 2015) que inclui palestras convidadas, bem como apresentações orais e pôsteres de artigos arbitrados, seguidas de oficinas paralelas que, até 2013, foram realizadas em estâncias de esqui.

## História
O encontro do NeurIPS foi proposto pela primeira vez em 1986, no Encontro Anual de Snowbird sobre Neural Networks para Computação, apenas para convidados, organizado pelo Instituto de Tecnologia da Califórnia e pelos Laboratórios Bell. NeurIPS foi concebido como um encontro interdisciplinar aberto complementar para pesquisadores de redes neurais biológicas e artificiais. Refletindo essa abordagem multidisciplinar, o NeurIPS começou em 1987 com o teórico da informação Ed Posner como presidente da conferência e o teórico de aprendizagem Yaser Abu-Mostafa como presidente do programa. As pesquisas apresentadas nas primeiras reuniões do NeurIPS incluíam uma ampla gama de tópicos, desde esforços para resolver problemas puramente de engenharia até o uso de modelos de computador como uma ferramenta para entender os sistemas nervosos biológicos. Desde então, os fluxos de pesquisa de sistemas biológicos e artificiais divergiram, e os recentes procedimentos do NeurIPS foram dominados por artigos sobre aprendizado de máquina, inteligência artificial e estatística.
De 1987 a 2000, o NeurIPS foi realizado em Denver, Estados Unidos. Desde então, a conferência foi realizada em Vancouver, Canadá (2001–2010), Granada, Espanha (2011) e Lake Tahoe, Estados Unidos (2012–2013). A conferência também foi realizada em Montreal, Canadá (2014-2015), em Barcelona, na Espanha (2016), em Long Beach, Estados Unidos (2017), de volta a Montreal (2018) e Vancouver, no Canadá (2019). Refletindo suas origens em Snowbird, Utah, o encontro foi acompanhado por workshops organizados em uma estação de esqui até 2013, quando deixou de lado as estações de esqui.
A primeira Conferência NeurIPS foi patrocinada pelo IEEE. As seguintes Conferências NeurIPS foram organizadas pela Fundação NeurIPS, estabelecida por Ed Posner. Terrence Sejnowski é o presidente da Fundação NeurIPS desde a morte de Posner, em 1993. O conselho de curadores é composto por presidentes gerais anteriores da Conferência NeurIPS.
Os primeiros anais foram publicados em forma de livro pelo American Institute of Physics, em 1987, e foi intitulado Neural Information Processing Systems, e os anais das seguintes conferências foram publicados por Morgan Kaufmann (1988–1993), MIT Press (1994–2004) e Curran Associates (2005–presente) sob o nome de Advances in Neural Information Processing Systems.
A conferência foi originalmente abreviada como "NIPS". Em 2018, alguns comentaristas criticavam a abreviação por encorajar o sexismo devido à sua associação com a palavra mamilos e por ser um insulto contra os japoneses. O conselho mudou a abreviação para "NeurIPS", em novembro de 2018.

## Tópicos
Junto com aprendizado de máquina e neurociência, outros campos representados no NeurIPS incluem ciência cognitiva, psicologia, visão computacional, linguística estatística e teoria da informação. Ao longo dos anos, o NeurIPS tornou-se uma conferência importante sobre aprendizado de máquina e, embora o 'Neural' na sigla NeurIPS tenha se tornado uma espécie de relíquia histórica, o ressurgimento do aprendizado profundo em redes neurais, desde 2012, alimentado por computadores mais rápidos e grandes dados, levou a conquistas em reconhecimento de fala, reconhecimento de objetos em imagens, legendagem de imagens, tradução de idiomas e desempenho em campeonatos mundiais no jogo de Go, baseado em arquiteturas neurais inspiradas na hierarquia de áreas do córtex visual (ConvNet) e aprendizado por reforço inspirado nos gânglios da base (aprendizagem da diferença temporal).
Grupos de afinidades notáveis surgiram da conferência NeurIPS e mostraram diversidade, incluindo Black in AI (em 2017), Queer in AI (em 2016) e outros.

### Palestras nomeadas
Além de palestras e simpósios convidados, o NeurIPS também organiza duas palestras nomeadas para reconhecer pesquisadores renomados. O Conselho do NeurIPS apresentou o Posner Lectureship em homenagem ao fundador do NeurIPS, Ed Posner; duas Posner Lectures foram dadas a cada ano até 2015. Palestrantes anteriores incluíram:
- 2021 – Peter Bartlett
- 2018 – Joëlle Pineau
- 2017 – John Platt
- 2016 – Yann LeCun
- 2015 – Zoubin Ghahramani e Vladimir Vapnik
- 2014 – Michael Kearns e John Hopfield
- 2013 – Daphne Koller e Peter Dayan
- 2012 – Thomas Dietterich e Terry Sejnowski
- 2011 – Rich Sutton e Bernhard Schölkopf
- 2010 – Josh Tenenbaum e Michael I. Jordan

Em 2015, o Conselho do NeurIPS introduziu o Breiman Lectureship para destacar o trabalho em estatísticas relevantes para os tópicos da conferência. A cátedra foi nomeada para o estatístico Leo Breiman, que atuou no Conselho do NeurIPS de 1994 a 2005. Palestrantes anteriores incluíram:
- 2021 - Gabor Lugosi
- 2020 - Marloes Maathuis
- 2019 – Bin Yu
- 2018 – David Spiegelhalter
- 2017 – Yee Whye Teh
- 2016 – Susan Holmes
- 2015 – Robert Tibshirani

## O experimento NIPS
No NIPS 2014, os coordenadores do programa duplicaram 10% de todas as submissões e as enviaram por meio de revisores separados para avaliar a aleatoriedade no processo de revisão. Vários pesquisadores interpretaram o resultado. Sobre se a decisão no NIPS é completamente aleatória ou não, John Langford escreve: "Claramente que não - uma decisão puramente aleatória teria uma arbitrariedade de ~ 78%. É, no entanto, bastante notável que 60% esteja muito mais próximo de 78% do que 0%." Ele conclui que o resultado do processo de revisão é em grande parte arbitrário.

## Edições
Edições anteriores:
- 1987–2000: Denver, Colorado, United States
- 2001–2010: Vancouver, British Columbia, Canada
- 2011: Granada, Spain, EU
- 2012 & 2013: Stateline, Nevada, United States
- 2014 & 2015: Montréal, Quebec, Canada
- 2016: Barcelona, Spain, EU[14]
- 2017: Long Beach, California, United States[15]
- 2018: Montréal, Quebec, Canada[16]
- 2019: Vancouver, British Columbia, Canada[17]
- 2020: Vancouver, British Columbia, Canada (virtual conference)[17]
- 2021: Virtual conference
- 2022: New Orleans, Louisiana, United States[18]